# フラッソ・サビーノ
フラッソ・サビーノ（伊: Frasso Sabino）は、イタリア共和国ラツィオ州リエーティ県にある、人口約800人の基礎自治体（コムーネ）。

## 地理

### 位置・広がり
リエーティ県のコムーネ。県都リエーティから南南西へ20kmの距離にある。

#### 隣接コムーネ
隣接するコムーネは以下の通り。
- カザプロータ
- モンテレオーネ・サビーノ
- ポッジョ・モイアーノ
- ポッジョ・ナティーヴォ
- ポッジョ・サン・ロレンツォ

### 気候分類・地震分類
フラッソ・サビーノにおけるイタリアの気候分類 (it) および度日は、zona E, 2115 GGである。
また、イタリアの地震リスク階級 (it) では、zona 2B (sismicità media) に分類される。